# Quần đảo Virgin thuộc Anh
Quần đảo Virgin (tiếng Anh: Virgin Islands), thường gọi là Quần đảo Virgin thuộc Anh (tiếng Anh: British Virgin Islands), là một lãnh thổ hải ngoại thuộc Anh nằm tại khu vực Caribe, ở phía đông của Puerto Rico. Lãnh thổ này cấu thành bộ phận của quần đảo Virgin; các đảo còn lại trong quần đảo cấu thành quần đảo Virgin thuộc Mỹ và quần đảo Virgin Tây Ban Nha (hiện là bộ phận của Puerto Rico).
Quần đảo Virgin thuộc Anh gồm các đảo chính là Tortola, Virgin Gorda, Anegada, và Jost Van Dyke, cùng với trên 50 đảo nhỏ khác, tổng cộng có khoảng 15 đảo là có người định cư. Thủ phủ của lãnh thổ là Road Town, nằm trên đảo lớn nhất lãnh thổ là Tortola. Dân số hiện tại của Quần đảo Virgin thuộc Anh là 30.628 người vào ngày 16 tháng 08 năm 2022, Trong đó dân số của Tortola là 23.908 người.
Cư dân Quần đảo Virgin thuộc Anh được phân loại là công dân các lãnh thổ hải ngoại thuộc Anh, và từ năm 2002 họ có đầy đủ quyền công dân Anh. Mặc dù lãnh thổ này không phải là bộ phận của Liên minh châu Âu và không bị lệ thuộc vào pháp luật EU, song các công dân của lãnh thổ được xem là công dân EU.

## Tên gọi
Tên chính thức của lãnh thổ chỉ là "Quần đảo Virgin", song tiền tố "British" (thuộc Anh) thường được sử dụng để phân biệt lãnh thổ này với lãnh thổ láng giềng thuộc Hoa Kỳ. Các xuất bản phẩm của Chính phủ Quần đảo Virgin thuộc Anh tiếp tục bắt đầu với tên "Lãnh thổ Quần đảo Virgin", và hộ chiếu của Lãnh thổ chỉ ghi là "Quần đảo Virgin", và toàn bộ pháp luật bắt đầu với từ "Quần đảo Virgin". Hơn nữa, Ủy ban hiến pháp của lãnh thổ biểu thị quan điểm rằng "mọi nỗ lực cần được tiến hành" nhằm khuyến khích việc sử dụng tên "Quần đảo Virgin".

## Lịch sử
Người Arawak từ Nam Mỹ đến định cư tại Quần đảo Virgin vào khoảng năm 100 TCN. Đến thế kỷ 15, người Arawak bị người Carib thay thế, dân tộc này đến từ dãy đảo Tiểu Antilles.
Người châu Âu đầu tiên trông thấy Quần đảo Virgin là Cristoforo Colombo vào năm 1493 trong hành trình thứ nhì của ông đến châu Mỹ. Colombo đặt cho quần đảo tên gọi kỳ lạ Santa Ursula y las Once Mil Vírgenes (Thánh Ursula và 11.000 trinh nữ của bà), giản xưng là Las Vírgenes (các trinh nữ), theo truyền thuyết về Thánh Ursula.
Đầu thế kỷ 16, Đế quốc Tây Ban Nha tuyên bố chủ quyền đối với quần đảo dựa theo sự nguyên tắc khám phá, song chưa từng tiến hành định cư tại quần đảo, và những năm sau đó người Anh, Hà Lan, Pháp, Tây Ban Nha và Đan Mạch tranh đoạt kiểm soát khu vực, và khu vực này trở thành sào huyệt hải tặc nổi tiếng. Không có ghi chép về dân cư da đỏ bản địa tại Quần đảo Virgin thuộc Anh trong giai đoạn này, song cư dân bản địa trên đảo Saint Croix lân cận bị tàn sát.
Người Hà Lan thiết lập một khu định cư thường xuyên trên đảo Tortola vào năm 1648. Năm 1672, người Anh chiếm Tortola từ người Hà Lan, và thôn tính các đảo Anegada và Virgin Gorda vào năm 1680. Trong giai đoạn 1672–1733, người Đan Mạch giành quyền kiểm soát các đảo lân cận là Saint Thomas, Saint John và Saint Croix, mà sau này trở thành Quần đảo Virgin thuộc Mỹ.
Các đảo thuộc Anh được cân nhắc chủ yếu do là một thuộc địa chiến lược, song việc trồng trọt bắt đầu khi điều kiện kinh tế đặc biệt thuận lợi. Người Anh đưa mía đến lãnh thổ, nó trở thành cây trồng chính và là nguồn ngoại thương, nô lệ được đưa đến từ châu Phi để làm việc trong các đồn điền mía. Các hòn đảo trở nên thịnh vượng về kinh tế cho đến giữa thế kỷ 19, khi chế độ nô lệ bị bãi bỏ tại Lãnh thổ và xảy ra một loạt cơn bão thảm khốc, cũng như sự phát triển của cây củ cải đường tại châu Âu và Hoa Kỳ làm suy giảm đáng kể sản lượng mía và kéo theo một giai đoạn suy giảm kinh tế.
Quần đảo Virgin thuộc Anh từng được quản lý như bộ phận của Quần đảo Leeward thuộc Anh hoặc với St. Kitts và Nevis, một quản trị viên đại diện cho chính phủ Anh tại Quần đảo. Quần đảo được trao vị thế một thuộc địa riêng biệt vào năm 1960 và được quyền tự trị vào năm 1967. Kể từ thập niên 1960, Quần đảo đa dạng hóa kinh tế từ dựa trên nông nghiệp trong quá khứ hướng đến du lịch và tài chính, trở thành một trong các khu vực thịnh vượng nhất tại Caribe.

## Địa lý

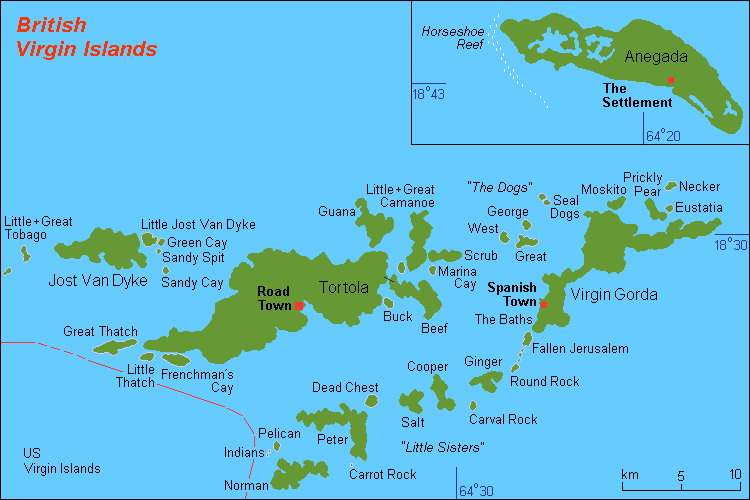
Bản đồ Quần đảo Virgin thuộc Anh (Anegada ở xa hơn so với hiển thị)

Quần đảo Virgin thuộc Anh gồm khoảng 60 đảo nhiệt đới tại Caribe, đảo lớn nhất là Tortola với chiều dài 20 km (12 mi) và chiều rộng 5 km (3 mi), cùng nhiều đảo nhỏ không có người cư trú. Các đảo thuộc Quần đảo Virgin, và nằm cách vài dặm về phía đông của Quần đảo Virgin thuộc Mỹ. Bắc Đại Tây Dương nằm tại phía bắc của quần đảo, và biển Caribe nằm tại phía nam. Hầu hết các đảo có nguồn gốc núi lửa và có địa hình đồi núi, gồ ghề. Anegada tách biệt về phương diện địa lý với các đảo còn lại trong nhóm và là một đảo bằng phẳng gồm đá vôi và san hô.
Ngoài bốn đảo chính là Tortola, Virgin Gorda, Anegada, và Jost Van Dyke, các đảo khác bao gồm:
| - Beef Island]] (được nối với Tortola) - Cooper Island - Ginger Island - Great Camanoe - Great Thatch - Guana Island (thuộc sở hữu của Henry Jarecki) - Little Thatch (thuộc sở hữu của John và Jill Maynard) |  | - Mosquito Island (thuộc sở hữu của Richard Branson) - Necker Island (thuộc sở hữu của Richard Branson) - Norman Island(thuộc sở hữu của Henry Jarecki) - Peter Island(thuộc sở hữu của gia tộc Van Andel) - Salt Island - Prickly Pear |  | - Eustatia Island - Saba Rock - Frenchman's Cay (được nối với Tortola) - Nanny Cay (được nối với Tortola) - Scrub Island - Sandy Cay - Green Cay - Sandy Spit |  | - Little Jost Van Dyke - Great Tobago Island - Little Tobago Island - Dog Islands |

## Khí hậu
Quần đảo Virgin thuộc Anh có một khí hậu nhiệt đới, được gió mậu dịch điều hòa. Nhiệt độ dao động nhỏ trong năm. Thủ phủ Road Town thường có nhiệt độ tối cao vào ban ngày là 32 °C (89,6 °F) trong mùa hè và 29 °C (84,2 °F) trong mùa đông. Nhiệt độ thấp nhất trong ngày là khoảng 24 °C (75,2 °F) trong mùa hè và 21 °C (69,8 °F) trong mùa đông. Lương mưa trung bình là khoảng 1.150 mm (45,3 in) mỗi năm, cao hơn tại vùng núi và thấp hơn tại vùng bờ biển. Lượng mưa có thể khá biến thiên, song các tháng mưa nhiều nhất trong bình là từ tháng 9 đến tháng 11 và các tháng khô nhất trung bình là tháng 2 và tháng 3. Các cơn bão thỉnh thoảng tấn công các đảo, mùa bão là từ tháng 6 đến tháng 11.
| Dữ liệu khí hậu của Virgin Gorda, Quần đảo Virgin thuộc Anh | Dữ liệu khí hậu của Virgin Gorda, Quần đảo Virgin thuộc Anh | Dữ liệu khí hậu của Virgin Gorda, Quần đảo Virgin thuộc Anh | Dữ liệu khí hậu của Virgin Gorda, Quần đảo Virgin thuộc Anh | Dữ liệu khí hậu của Virgin Gorda, Quần đảo Virgin thuộc Anh | Dữ liệu khí hậu của Virgin Gorda, Quần đảo Virgin thuộc Anh | Dữ liệu khí hậu của Virgin Gorda, Quần đảo Virgin thuộc Anh | Dữ liệu khí hậu của Virgin Gorda, Quần đảo Virgin thuộc Anh | Dữ liệu khí hậu của Virgin Gorda, Quần đảo Virgin thuộc Anh | Dữ liệu khí hậu của Virgin Gorda, Quần đảo Virgin thuộc Anh | Dữ liệu khí hậu của Virgin Gorda, Quần đảo Virgin thuộc Anh | Dữ liệu khí hậu của Virgin Gorda, Quần đảo Virgin thuộc Anh | Dữ liệu khí hậu của Virgin Gorda, Quần đảo Virgin thuộc Anh | Dữ liệu khí hậu của Virgin Gorda, Quần đảo Virgin thuộc Anh |
| Tháng                                                       | 1                                                           | 2                                                           | 3                                                           | 4                                                           | 5                                                           | 6                                                           | 7                                                           | 8                                                           | 9                                                           | 10                                                          | 11                                                          | 12                                                          | Năm                                                         |
| ----------------------------------------------------------- | ----------------------------------------------------------- | ----------------------------------------------------------- | ----------------------------------------------------------- | ----------------------------------------------------------- | ----------------------------------------------------------- | ----------------------------------------------------------- | ----------------------------------------------------------- | ----------------------------------------------------------- | ----------------------------------------------------------- | ----------------------------------------------------------- | ----------------------------------------------------------- | ----------------------------------------------------------- | ----------------------------------------------------------- |
| Cao kỉ lục °F (°C)                                          | 91 (33)                                                     | 89 (32)                                                     | 89 (32)                                                     | 95 (35)                                                     | 93 (34)                                                     | 95 (35)                                                     | 95 (35)                                                     | 96 (36)                                                     | 95 (35)                                                     | 92 (33)                                                     | 91 (33)                                                     | 87 (31)                                                     | 96 (36)                                                     |
| Trung bình ngày tối đa °F (°C)                              | 79 (26)                                                     | 80 (27)                                                     | 82 (28)                                                     | 84 (29)                                                     | 85 (29)                                                     | 86 (30)                                                     | 87 (31)                                                     | 87 (31)                                                     | 86 (30)                                                     | 85 (29)                                                     | 82 (28)                                                     | 80 (27)                                                     | 84 (29)                                                     |
| Tối thiểu trung bình ngày °F (°C)                           | 68 (20)                                                     | 67 (19)                                                     | 68 (20)                                                     | 69 (21)                                                     | 71 (22)                                                     | 73 (23)                                                     | 73 (23)                                                     | 73 (23)                                                     | 73 (23)                                                     | 72 (22)                                                     | 71 (22)                                                     | 69 (21)                                                     | 71 (22)                                                     |
| Thấp kỉ lục °F (°C)                                         | 62 (17)                                                     | 60 (16)                                                     | 60 (16)                                                     | 62 (17)                                                     | 64 (18)                                                     | 65 (18)                                                     | 66 (19)                                                     | 66 (19)                                                     | 61 (16)                                                     | 64 (18)                                                     | 63 (17)                                                     | 60 (16)                                                     | 60 (16)                                                     |
| Lượng Giáng thủy trung bình inches (mm)                     | 2.92 (74)                                                   | 2.49 (63)                                                   | 2.18 (55)                                                   | 3.33 (85)                                                   | 4.59 (117)                                                  | 2.78 (71)                                                   | 3.27 (83)                                                   | 4.4 (110)                                                   | 6.14 (156)                                                  | 5.25 (133)                                                  | 7.04 (179)                                                  | 4.4 (110)                                                   | 48.79 (1.236)                                               |
| Nguồn: Intellicast                                          |                                                             |                                                             |                                                             |                                                             |                                                             |                                                             |                                                             |                                                             |                                                             |                                                             |                                                             |                                                             |                                                             |

## Chính trị

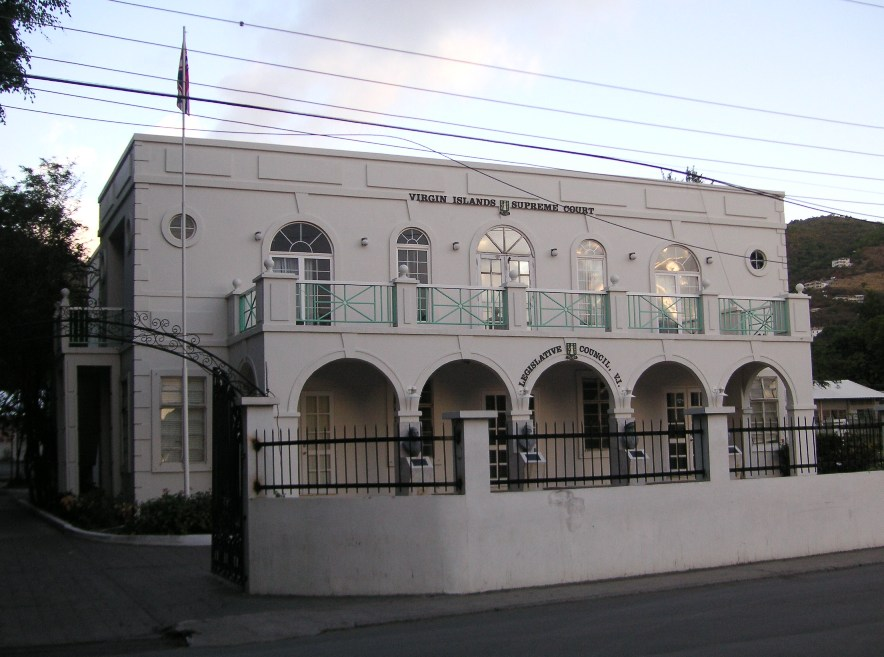
Tòa nhà Hội đồng Lập pháp tại Road Town. Tòa án cao đẳng nằm tại tầng trên.

Lãnh thổ hoạt động theo thể chế dân chủ nghị viện. Quyền lực hành pháp tối cao tại Quần đảo Virgin thuộc Anh được trao cho Quốc vương, và Thống đốc Quần đảo Virgin thuộc Anh thi hành nhân danh Quốc vương. Thống đốc do Quốc vương bổ nhiệm theo khuyến nghị của Chính phủ Anh. Phòng thủ và hầu hết sự vụ ngoại giao vẫn do Anh chịu trách nhiệm.
Hiến pháp gần đây nhất được thông qua vào năm 2007 và có hiệu lực khi Hội đồng Lập pháp được giải thể để chuẩn bị cho tổng tuyển cử năm 2007. Người đứng đầu chính phủ theo hiến pháp là Thủ tướng (trước đó là thủ tịch bộ trưởng), người này được bầu trong một tổng tuyển cử. Các cuộc tuyển cử được tổ chức mỗi bốn năm một lần. Một nội các được Thủ tướng đề cử và được Thống đốc bổ nhiệm. Hội đồng Lập pháp gồm có Quốc vương (đại diện là Thống đốc) và một hội đồng đơn viện gồm 13 thành viên được bầu cộng thêm Chủ tịch và Tổng kiểm sát trưởng.
Quần đảo Virgin thuộc Anh được phân thành 9 khu vực bầu cử, mỗi cử tri đăng ký tại một trong các khu vực này. Tám trong số chín khu vực nằm một phần hoặc hoàn toàn trên đảo Tortola, và bao gồm các đảo lân cận. Khu vực thứ chín (Virgin Gorda và Anegada) không bao gồm bộ phận nào của Tortola. Trong các cuộc tuỷne cử, ngoài bầu cho các đại diện địa phương, các cử tri cũng bỏ phiếu bầu ra bốn đại biểu toàn lãnh thổ.
Lãnh thổ được phân thành năm khu vực hành chính, mỗi khu nằm tại một trong bốn đảo lớn nhất, và khu vực thứ năm cho toàn bộ các đảo khác; và được chia thành sáu khu vực đăng ký dân sự (ba trên Tortola, Jost Van Dyke, Virgin Gorda and Anegada) song hiện ít mang ý nghĩa thực tế.
Tội phạm tại Quần đảo Virgin thuộc Anh là tương đối thấp so với tiêu chuẩn Caribe (và so với Quần đảo Virgin thuộc Mỹ). Thủ tướng Quần đảo tuyên bố rằng vào năm 2013 ghi nhận tội phạm giảm 14% so với năm 2012. Giết người là tội ác hiếm, với chỉ một vụ trong năm 2013. Quần đảo Virgin thuộc Anh và Quần đảo Virgin thuộc Mỹ nằm trên một trục vận chuyển ma túy lớn giữa Mỹ Latinh và Hoa Kỳ lục địa. DEA Hoa Kỳ nhận định lân cận các lãnh thổ Hoa Kỳ là Puerto Rico và Quần đảo Virgin thuộc Mỹ là một "khu vực buôn bán ma túy cao độ".

## Kinh tế

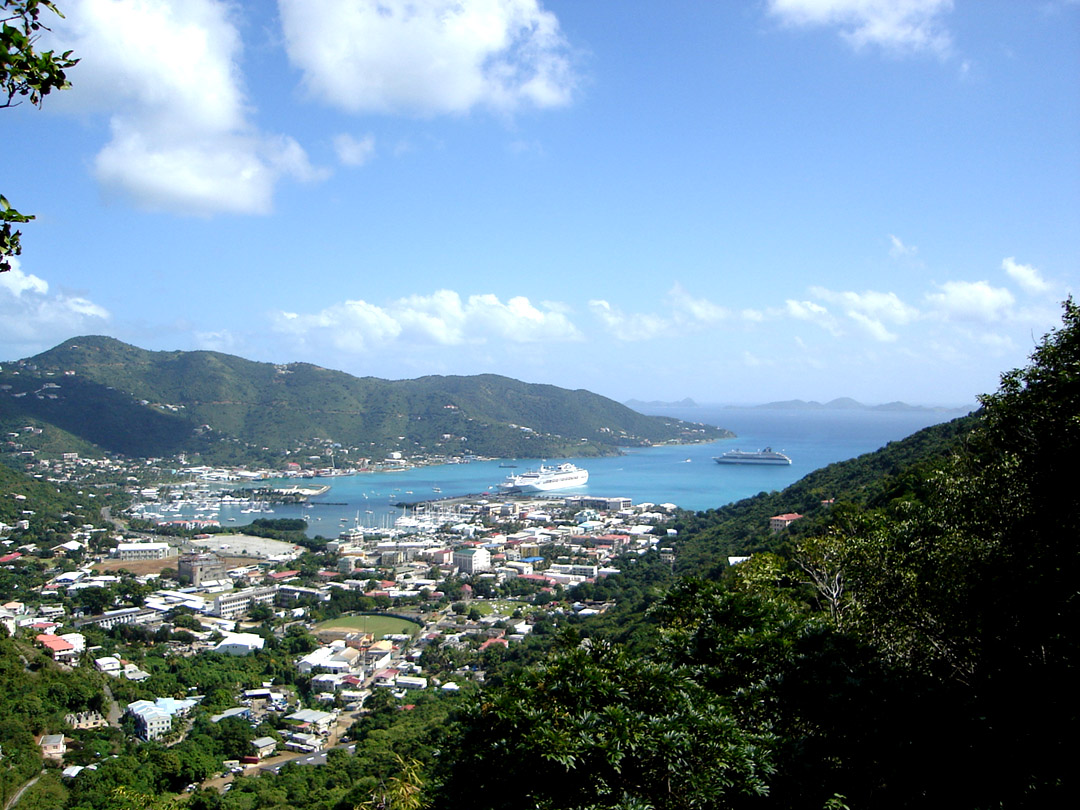
Road Town.

Quần đảo Virgin thuộc Anh là một trung tâm tài chính ngoài khơi, trở thành một trong các nền kinh tế thịnh vượng hơn tại khu vực Caribe. Mặc dù thường bị chỉ trích về bất bình đẳng thu nhập, song không có nỗ lực nghiêm túc nào được thực hiện để tính một chỉ số Gini hoặc chỉ số tương tự. Một tường thuật từ năm 2000 cho thấy rằng bất bình đẳng thu nhập tại Quần đảo Virgin thuộc Anh trên thực tế là thấp hơn so với các quốc gia khác trong Tổ chức OECS,
Du lịch chiếm khoảng 45% thu nhập quốc dân do Quần đảo là điểm đến phổ biển của các công dân Hoa Kỳ. Năm 2006, tổng cộng có 825.603 người đến thăm các hòn đảo (trong đó 443.987 là các hành khách trên tàu du lịch). Du khách thường lui tới nhiều bãi biển cát trắng trên Quần đảo, thăm The Baths tại Virgin Gorda, ngắm các rạn san hô gần Anegada, hoặc trải nghiệm tại các bar nổi tiếng tại Jost Van Dyke. Quần đảo Virgin thuộc Anh là một trong các địa điểm thuyền buồm lớn nhất thế giới, và thuê thuyền buồm là cách thức rất phổ biến để đến thăm các đảo ít được tiếp cận. Từ năm 1972, vào mỗi năm Quần đảo Virgin thuộc Anh tại tổ chức Spring Regatta, là một tập hợp các cuộc đua thuyền kéo dài bảy ngày trên khắp lãnh thổ. Một lượng đáng kể du khách đến trên những tàu du lịch, song doanh thu trung bình trên người từ họ thấp hơn nhiều so với các du khách thuê thuyền buồm và du khách thuê phòng khách sạn. Tuy vậy, họ vẫn quan trọng đáng kể đối với cộng đồng lái xe taxi, và chỉ cư dân của lãnh thổ mới được phép làm nghề này.
Dịch vụ tài chính đóng góp hơn một nửa thu nhập của Lãnh thổ, phần lớn thu nhập này đến từ cấp phép cho các công ty ngoài khơi và dịch vụ liên quan. Quần đảo Virgin thuộc Anh là một đối thủ quan trọng trên toàn cầu trong ngành dịch vụ tài chính ngoài khơi. Năm 2000, KPMG báo cáo với chính phủ Anh rằng trên 45% các công ty ngoài khơi trên thế giới được thành lập tại Quần đảo Virgin thuộc Anh. Kể từ năm 2001, dịch vụ tài chính tại Quần đảo Virgin thuộc Anh do Ủy ban Dịch vụ Tài chính quản lý, đây là một thể chế độc lập.
Do Quần đảo Virgin thuộc Anh thường bị gọi là một "thiên đường thuế" trong tường thuật của các nhà vận động và tổ chức phi chính phủ, và có tên trong pháp luật chống thiên đường thuế tại các quốc gia khác trong những dịp khác nhau. Các chính phủ kế tiếp tại Quần đảo Virgin thuộc Anh đã chiến đấu chống lại danh hiệu thiên đường thuế, và thực hiện các cam kết khác nhau để trao đổi về thuế và ghi lại thông tin lợi nhuận của các công ty sau Hội nghị G8 năm 2013.
Nông nghiệp và công nghiệp chỉ chiếm một phần nhỏ trong GDP của Quần đảo, nông nghiệp sản xuất ra các sản phẩm gồm quả, rau, mía, gia súc và gia cầm, và công nghiệp gồm cất rượu rum, xây dựng và đóng tàu.
Quần đảo Virgin thuộc Anh phụ thuộc nhiều vào lao động di cư, và trên 50% tổng số lao động tại lãnh thổ có nguồn gốc ngoại quốc. Chỉ có 37% tổng dân số được sinh tại Lãnh thổ. Lực lượng lao động tại Lãnh thổ được ước tính là 12.770, trong đó khoảng 59,4% làm việc trong lĩnh vực dịch vụ và dưới 0,6% làm việc trong nông nghiệp.

## Giao thông
Quần đảo Virgin thuộc Anh có 113 kilômét (70 mi) đường bộ. Sân bay chính của Lãnh thổ là Sân bay quốc tế Terrance B. Lettsome nằm trên đảo Beef, ở ngoài khơi mũi phía đông của Tortola và có thể tiếp cận từ đảo này qua cầu Queen Elizabeth II. Cape Air, LIAT, BVI Airways và Air Sunshine nằm trong số các hãng hàng không cung cấp dịch vụ theo lịch trình. Virgin Gorda và Anegada có các sân bay nhỏ hơn. Dịch vụ thuê bao hàng không tư nhân như Fly BVI và Island Birds Air Charter bay thẳng đến toàn bộ ba đảo từ các sân bay lớn. Cảng chính là Road Town, có một số phà hoạt động trong Quần đảo Virgin thuộc Anh và đến Quần đảo Virgin thuộc Mỹ. Xe cộ tại Quần đảo Virgin thuộc Anh đi bên trái giống như tại Anh, tuy nhiên gần như toàn bộ ô tô đều có tay lái bên trái, do được nhập khẩu từ Hoa Kỳ. Các đường bộ thường khá dốc, hẹp và quanh co, và có thể xảy ra lún khi mưa.

## Nhân khẩu
Theo điều tra nhân khẩu năm 2010, dân số Lãnh thổ là 28.054 Theo điều tra nhân khẩu năm 2003 thì dân số là khoảng 21.730. Phần lớn dân số (83%) là người da đen, hậu duệ của các nô lệ được người Anh đưa đến lãnh thổ. Các dân tộc khác gồm người Anh và người gốc Âu khác.
Số liệu năm 2004:
- 83,4% gốc Phi
- 7% gốc Âu/Da trắng
- 9,6% khác*

* gồm người gốc Ấn, da đỏ, hỗn chủng đen/đỏ, và gốc Mỹ Latinh hỗn chủng
Điều tra nhân khẩu 2010 cho thấy nơi sinh của các cư dân:
- 37% sinh tại địa phương (nhiều người địa phương đi ra hải ngoại để sử dụng dịch vụ thai sản)
- 7,2% Guyana
- 7,0% St. Vincent và Grenadines
- 6,.0% Jamaica
- 5,5% Hoa Kỳ
- 5,4% Cộng hòa Dominica
- 5,3% Quần đảo Virgin thuộc Mỹ

Khoảng 4% dân số là người gốc Mỹ Latinh bất kể chủng tộc, chủ yếu là từ Puerto Rico và Cộng hòa Dominica. Tình trạng nhập cư từ nhiều đảo tại Tiểu Antilles đến lãnh thổ đã giảm bớt trong thời gian gần đây. Quần đảo phụ thuộc nhiều vào lao động di cư, họ chiếm 50% tổng dân số vào năm 2004. 32% lao động được thuê tại Quần đảo Virgin thuộc Anh làm việc cho Chính phủ.
Trên 90% dân số Quần đảo Virgin thuộc Anh tự xác định trong điều tra nhân khẩu năm 2010 là tín đồ Ki-tô giáo với các giáo hội Ki-tô đơn lẻ chủ yếu là Giám Lý (17,6%), Anh giáo (12%), Hội Thánh Của Đức Chúa Trời (11%) và Công giáo (9%). Hiến pháp của Quần đảo Virgin thuộc Anh mở đầu với một tự xưng tin tưởng quốc gia trước Thiên Chúa. Các tín đồ Hồi giáo và Ấn Độ giáo mỗi nhóm chiếm khoảng 1,2% dân số theo Word Religion Database 2005.
Ngôn ngữ chính tại Quần đảo Virgin thuộc Anh là tiếng Anh, song có một phương ngữ bồi bản địa. Những người nhập cư từ Puerto Rico và Cộng hòa Dominica nói tiếng Tây Ban Nha.

## Giáo dục
Quần đảo Virgin thuộc Anh vận hành một số trường công cũng như các trường tư. Tại đây có một trường cao đẳng cộng đồng mang tên H. Lavity Stoutt, nằm tại cực đông của Tortola. Trường cao đẳng này được đặt theo tên của thủ tịch bộ trưởng đầu tiên là Lavity Stoutt. Tình trạng phổ biến là các học sinh từ Quần đảo Virgin thuộc Anh đi ra hải ngoại để theo học giáo dục bậc đại học, hoặc là đến Đại học West Indies, hoặc đến các học hiệu tại Anh, Hoa Kỳ, hay Canada.
Tỷ lệ biết chữ tại Quần đảo Virgin thuộc Anh là 98%.

## Văn hóa
Âm nhạc truyền thống của Quần đảo Virgin thuộc Anh được gọi là fungi theo món ăn làm từ bột ngô địa phương, chúng thường được làm bằng đậu bắp. Âm thanh đặc biệt của fungi là do sợ hợp nhất địa phương độc đài giữa âm nhạc châu Phi và châu Âu. Nó đóng vai trò là một phương tiện truyền thụ lịch sử địa phương và văn học dân gian, và do đó nằm trong chương trình giảng dạy trong các trường học tại Quần đảo Virgin thuộc Anh. Các ban nhạc fungi sử dụng các nhạc cụ từ bầu, ván giặt, trống bongo và ukulele, đến các nhạc cụ truyền thống phương Tây hơn như keyboard, banjo, guitar, bass, triangle và saxophone. Ngoài là một hình thức nhạc khiêu vũ lễ hội, fungi thường bao gồm các bình luận xã hội hài hước, cũng như lịch sử truyền khẩu của Quần đảo Virgin thuộc Anh.
Do vị trí và khí hậu, Quần đảo Virgin thuộc Anh từ lâu đã là một địa điểm lý tưởng để đi thuyền buồm. Thuyền buồm được nhìn nhận là một trong các môn thể thao quan trọng nhất tại Lãnh thổ. Các vùng nước tĩnh và gió thổi ổn định tạo một vài điều kiện đi thuyền buồm tốt nhất tại Caribe. Nhiều sự kiện thuyền buồm được tổ chức tại Quần đảo Virgin thuộc Anh, lớn nhất trong đó là Spring Regatta kéo dài trong bảy ngày.